# Culture & Arts Center (métro d'Incheon)
Pour l’article homonyme, voir Arts Center (métro d'Atlanta).
Culture & Arts Center (hangeul : 예술회관 ; hanja : 藝術會館) est une station de passage la ligne 1 du métro d'Incheon. Elle est située au 172 Arts-ro, quartier Guwol-dong dans l'arrondissement de Namdong-gu de la ville d'Incheon, à l'ouest de Séoul, en Corée du Sud.
Ouverte en 1999, la station est desservie par les rames qui circulent sur la ligne 1 du métro d'Incheon qui fait partie du régime tarifaire du réseau du métro de Séoul.

## Situation sur le réseau

Plan du réseau du métro de Séoul (2023)

La station souterraine Culture & Arts Center est une station de passage de la ligne 1 du métro d'Incheon : elle est située entre la station Hôtel de ville d'Incheon, en direction du terminus nord Gyeyang, et la station Terminal des bus d'Incheon, en direction du terminus sud Songdo Moonlight Festival Park.

## Histoire
La station Culture & Arts Center est mise en service le 6 octobre 1999, lors de l'ouverture à l'exploitation de la section, de Dongmak à  Bakchon.
Avant 2010, le métro d'Icheon disposait de son propre système de billetterie, depuis il est intégré dans le système du métro de Séoul. Cette fusion est aussi visible sur les plans du métro de Séoul qui incluent maintenant le métro d'Incheon.

## Services aux voyageurs

### Accès et accueil
La station souterraine est située au 172 Arts-ro, quartier Guwol-dong. Elle dispose de six bouches, numérotées de 1 à 6, et un ascenseur. Comme toutes les stations de la ligne, elle est équipée d'automates pour l'achat de titres de transport valables sur l'ensemble du réseau du métro de Séoul.

### Desserte
Culture & Arts Center est desservie par les rames omnibus qui circulent sur la ligne 1 du métro d'incheon. Elle dispose de deux voies et deux quais latéraux équipés de portes palières.

Installations
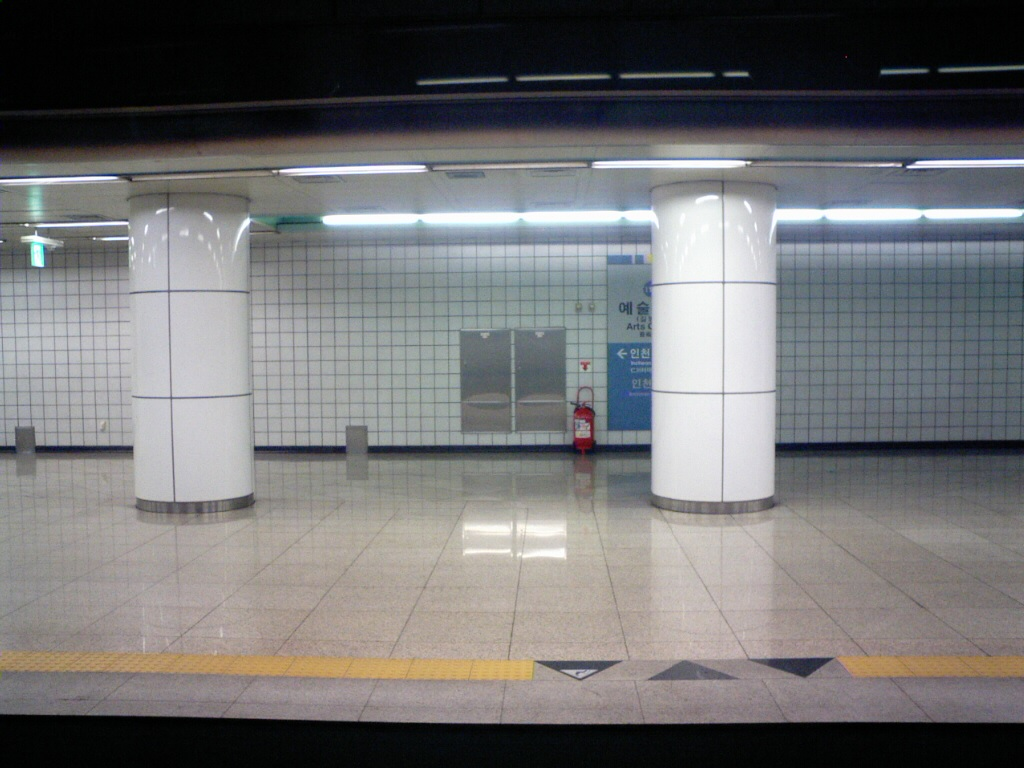
En 2008.
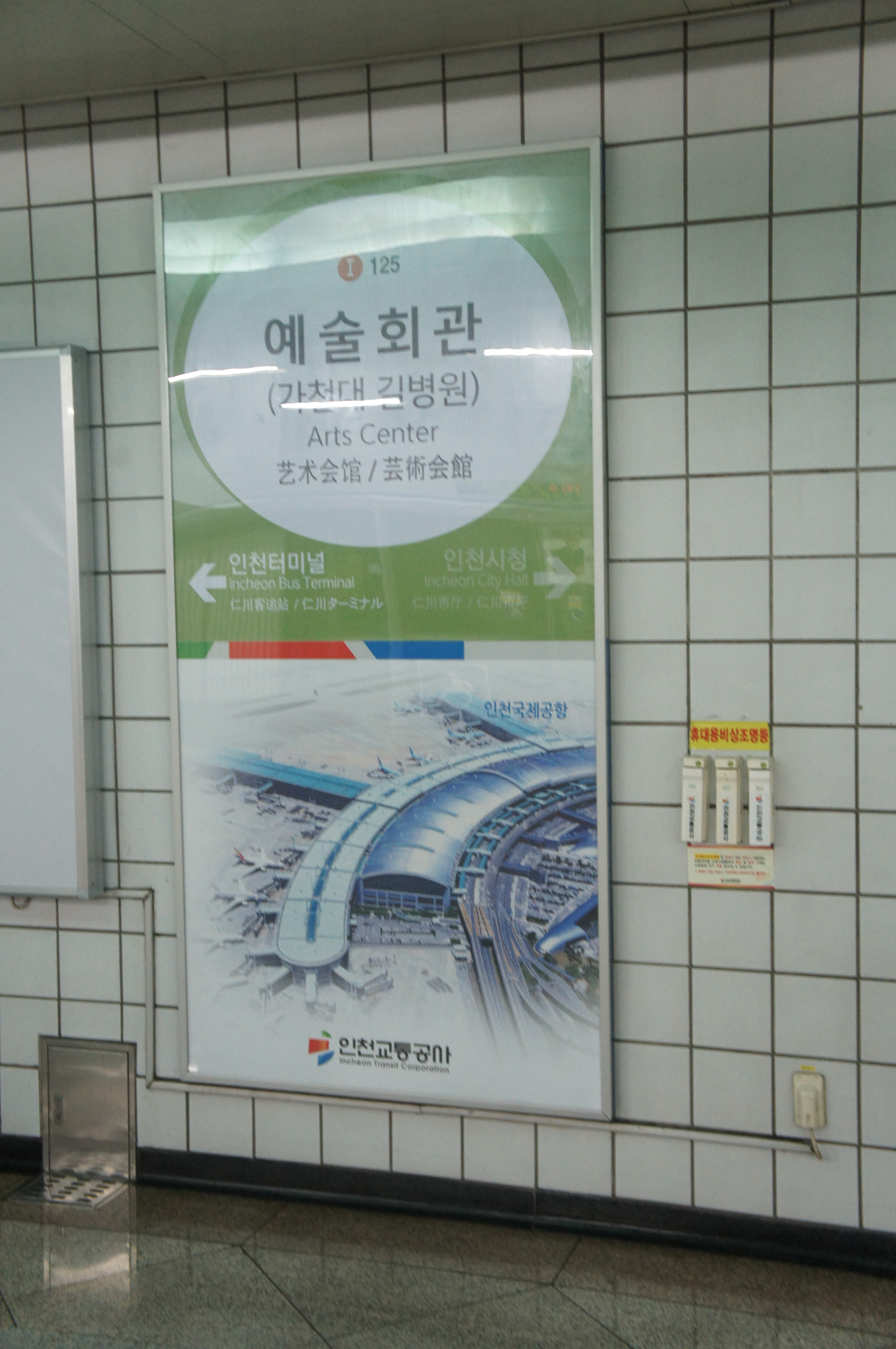
En 2016.
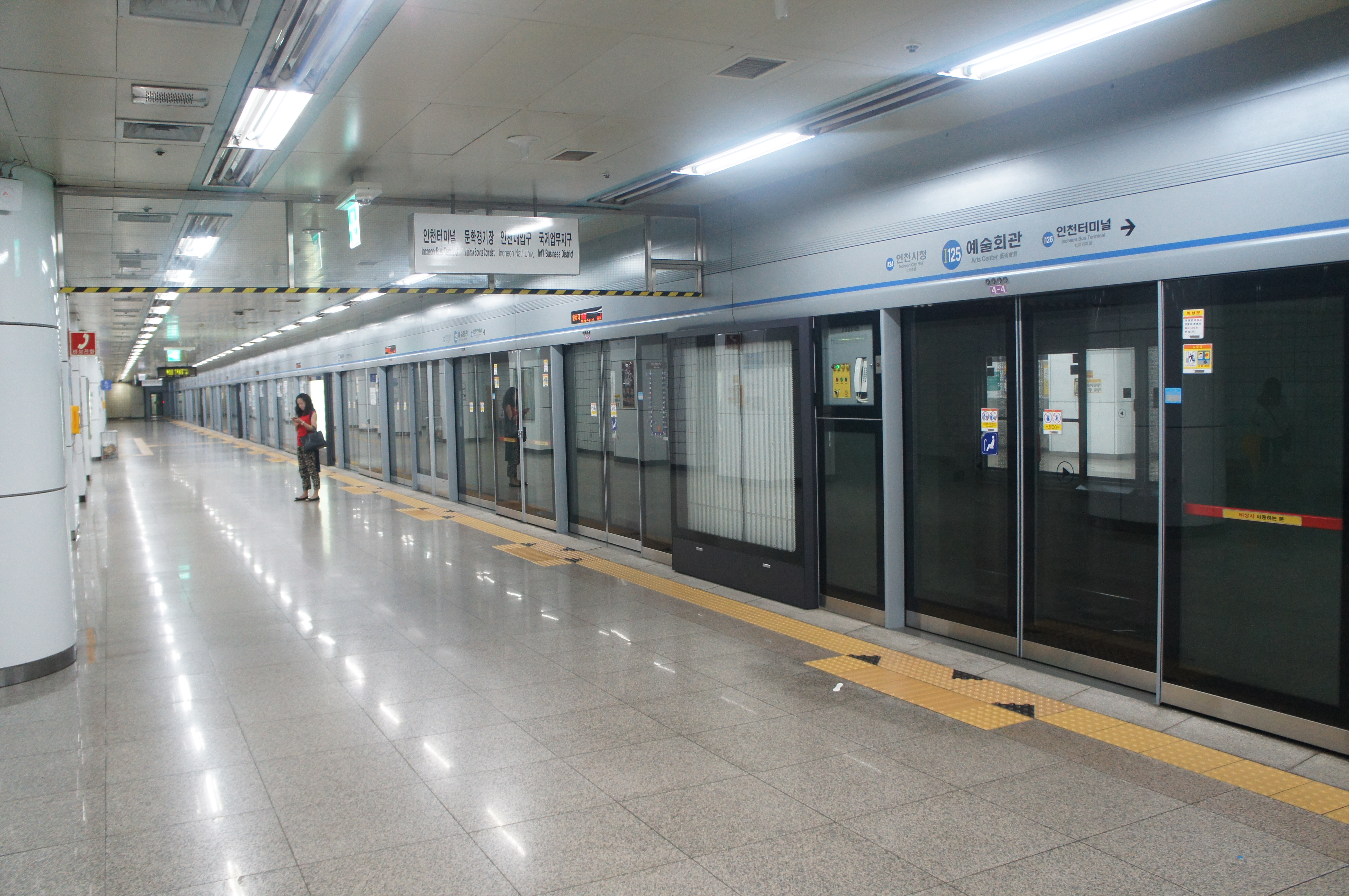
En 2016.

### Intermodalité
Elle dispose de zones de stockage pour les vélos. Des arrêts de bus sont établis à proximité des bouches de la station.